# Pools of Darkness
Pools of Darkness est un jeu vidéo de rôle développé et publié par Strategic Simulations, Inc. en 1991. Comme ses prédécesseurs - Pool of Radiance, Curse of the Azure Bonds et Secret of the Silver Blades - il utilise le moteur de jeu Gold Box et est basé sur le jeu de rôle médiéval-fantastique Donjons et Dragons publié par TSR. Le jeu se déroule dans l'univers fantastique des Royaumes oubliés.

## Accueil
| Pool of Darkness |    |       |
| Sur PC (1991)    |    |       |
| Dragon           | US | 5/5   |
| Gen4             | FR | 91 %  |
| Joystick         | FR | 88 %  |
| Tilt             | FR | 16/20 |
| Sur Amiga (1992) |    |       |
| Amiga Action     | US | 87 %  |
| Amiga Format     | US | 53 %  |
| Amiga Mania      | US | 70 %  |
| Amiga Power      | US | 22 %  |

Au total, 52 793 copies du jeu sont vendues par Strategic Simulations.